# (22454) Rosalylopes
(22454) Rosalylopes est un astéroïde de la ceinture principale.

## Description
(22454) Rosalylopes est un astéroïde de la ceinture principale. Il fut découvert le 6 novembre 1996 à Kitt Peak par le projet Spacewatch. Il présente une orbite caractérisée par un demi-grand axe de 2,18 UA, une excentricité de 0,09 et une inclinaison de 1,5° par rapport à l'écliptique.